# Йоакъм (окръг, Тексас)
Окръг Йоакъм (на английски: Yoakum County) е окръг в щата Тексас, Съединени американски щати. Площта му е 2072 km², а населението - 7322 души (2000). Административен център е град Плейнс.